# Aomori (cidade)
Aomori (青森市; Aomori-shi) é a cidade capital da prefeitura de Aomori no Japão.
Em 2003 a cidade tinha uma população estimada em 296 139 habitantes e uma densidade populacional de 427,71 h/km². Tem uma área total de 692,39 km².
Recebeu o estatuto de cidade em 1 de Abril de 1898.
Aomori significa "Floresta Azul". Nome que era dado para se referir a pequenas florestas que existiam bem próximas à cidade, usado por pescadores como ponto de referência. Diferentes teorias sugerem que o nome seja provindo da língua Ainu.

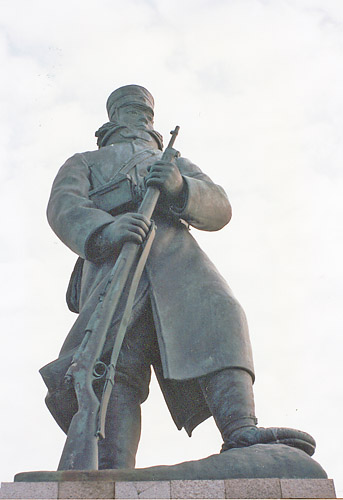
Memorial aos soldados que pereceram na travessia dos montes Hakkoda

Os montes Hakkoda estendem-se ao sul de Aomori. Em 1902, pereceram aí mais de 200 soldados quando tentavam efectuar a travessia dos montes, no âmbito de um exercício militar.
Sua economia está voltada para a indústria têxtil, química e alimentícia.

## Cidades-irmãs
- Hakodate, Japão (1989)
- Kecskemét, Hungria (1994)
- Dalian, China (2004)
- Pyeongtaek, Coreia do Sul (1995)